# Jiří Vaněk
Jiří Vaněk (Domažlice, 24 aprile 1978) è un allenatore di tennis ed ex tennista ceco.

## Carriera
Ottenne il suo best ranking in singolare il 16 ottobre 2000 con la 74ª posizione, mentre nel doppio divenne il 6 febbraio 2006, il 94º del ranking ATP.
In doppio, in carriera, raggiunse un'unica volta la finale di un torneo del circuito ATP; ciò avvenne nel 2005, all'Abierto Mexicano Telcel dove, in coppia con il connazionale Tomáš Zíb, fu sconfitto dagli spagnoli David Ferrer e Santiago Ventura con il punteggio di 6-4, 1-6, 4-6. Undici furono, invece, i successi ottenuti in singolare nell'ATP Challenger Series, gran parte dei quali furono raggiunti sulla terra battuta europea.
Nel 2011, all'età di trentatré anni, decise di ritirarsi dal tennis professionistico.
Ha intrapreso la carriera da allenatore seguendo la connazionale Karolína Plíšková a partire dal 2014 contribuendo all'ingresso di quest'ultima per la prima volta nella top-10 mondiale, il rapporto si è interrotto alla fine del 2016.
Ha subito affiancato un'altra tennista ceca, la due volte campionessa di Wimbledon Petra Kvitová con cui il rapporto professionale si è evoluto nel tempo: hanno annunciato il loro fidanzamento nel 2021, sono convolati a nozze nel 2023 e l'anno successivo hanno avuto il primo figlio.

## Statistiche

### Tornei ATP

#### Doppio

##### Sconfitte in finale (1)
| Legenda singolare                                 |
| Grande Slam (0)                                   |
| ATP World Tour Finals (0)                         |
| ATP Masters Series / ATP Masters 1000 (0)         |
| ATP International Gold / ATP World Tour 500 (1)   |
| ATP International Series / ATP World Tour 250 (0) |

| Numero | Data             | Torneo                            | Superficie  | Compagno  | Avversari in finale           | Punteggio     |
| 1.     | 21 febbraio 2005 | Abierto Mexicano Telcel, Acapulco | Terra rossa | Tomáš Zíb | David Ferrer Santiago Ventura | 6-4, 1-6, 4-6 |

### Tornei minori

#### Singolare

##### Vittorie (11)
| Legenda tornei minori |
| Challenger (11)       |
| Futures (0)           |

| Numero | Data             | Torneo                                                | Superficie    | Avversario in finale | Punteggio        |
| 1.     | 17 agosto 1998   | Warsaw Challenger, Varsavia                           | Terra rossa   | Andrej Čerkasov      | 7-6, 7-5         |
| 2.     | 31 agosto 1998   | Yugoslavia Open, Belgrado                             | Terra rossa   | Diego Moyano         | 6-3, 6-3         |
| 3.     | 21 febbraio 2000 | Ho Chi Minh Challenger, Ho Chi Minh                   | Cemento       | Reginald Willems     | 7–6(5), 6-4      |
| 4.     | 11 giugno 2001   | Weiden Challenger, Weiden in der Oberpfalz            | Terra rossa   | Hugo Armando         | 7-5, 6-2         |
| 5.     | 18 giugno 2001   | BSI Challenger Lugano, Lugano                         | Terra rossa   | Juan Antonio Marín   | 6-2, 6-3         |
| 6.     | 26 maggio 2003   | BMW Ljubljana Open, Lubiana                           | Terra rossa   | Boris Pašanski       | 6-3, 3-6, 6-1    |
| 7.     | 24 maggio 2004   | BMW Ljubljana Open, Lubiana                           | Terra rossa   | Björn Phau           | 5-7, 6-1, 7–6(5) |
| 8.     | 31 maggio 2004   | Schickedanz Open, Furth                               | Terra rossa   | Gilles Simon         | 7-5, 6-2         |
| 9.     | 24 gennaio 2005  | Heilbronn Open, Heilbronn                             | Sintetico (i) | Lars Burgsmüller     | 6-2, 6-4         |
| 10.    | 20 agosto 2007   | Antonio Savoldi-Marco Cò - Trofeo Dimmidisì, Manerbio | Terra rossa   | Éric Prodon          | 6-0, 6-4         |
| 11.    | 5 maggio 2008    | Prosperita Open, Ostrava                              | Terra rossa   | Jan Hernych          | 6-3, 4-6, 6-1    |

#### Doppio

##### Vittorie (1)
| Legenda tornei minori |
| Challenger (1)        |
| Futures (0)           |

| Numero | Data          | Torneo                    | Superficie  | Compagno         | Avversari in finale         | Punteggio     |
| 1.     | 28 marzo 2005 | Tennis Napoli Cup, Napoli | Terra rossa | Janko Tipsarević | Massimo Bertolini Uros Vico | 3-6, 6-4, 6-2 |